# Avençan
Avensan (en francès Avensan) és un municipi francès situat al departament de la Gironda i a la regió de la Nova Aquitània.

## Demografia
| 1962                                       | 1968 | 1975  | 1982  | 1990  | 1999  | 2007  |
| ------------------------------------------ | ---- | ----- | ----- | ----- | ----- | ----- |
| 833                                        | 962  | 1.062 | 1.592 | 1.620 | 1.753 | 2.095 |
| Des de 1962: població sense dobles comptes |      |       |       |       |       |       |

## Administració
| Període   | Identitat      | Partit |
| --------- | -------------- | ------ |
| 2001-2008 | Claude Blanc   |        |
| 2008-     | Michel Travers |        |

## Agermanaments
- Castrillón de Murcia, avui integrat a Sasamón.